# Dumarsais Estimé
Léon Dumarsais Estimé (21. dubna 1900 Verettes – 20. července 1953 New York) byl haitský politik a v letech 1946 až 1950 prezident republiky.
Pocházel z rodiny statkáře, vychoval ho strýc Estilus Estimé, který byl haitským senátorem. Po střední škole pracoval jako učitel matematiky a pak vystudoval práva. Od roku 1930 byl poslancem a v únoru 1935 byl zvolen předsedou sněmovny. V letech 1937-1940 byl ministrem školství a zemědělství.
Kritizoval prezidenta Élie Lescota a jeho politickou orientaci na USA. Po Lescotově svržení v srpnu 1946 byl zvolen prezidentem jako kandidát slibující stabilizaci poměrů a hospodářský rozvoj. Prosadil novou liberální ústavu a zahájil program sociálních reforem, nazvaný jako koncepce estimisme. Prosazoval zájmy černochů proti tradiční mulatské elitě. Jeho žákem a spojencem byl pozdější senátor François Duvalier. 
Zahájil program boje proti negramotnosti, usiloval o volební právo pro ženy, za jeho vlády byl přijat zákoník práce. Přijal opatření na podporu turistického ruchu, zavedl pěstování rýže v povodí řeky Artibonite, ve snaze o lepší ekonomickou spolupráci s Dominikánskou republikou investoval do budování pohraničního města Belladère. Podílel se na uzavření Rijského paktu. Úspěchem jeho vlády byla mezinárodní výstava v roce 1949, pořádaná na počest dvoustého výročí založení hlavního města Port-au-Prince.
Svým ambiciózním modernizačním programem si Estimé postupně znepřátelil všechny hlavní politické síly v zemi. Když navrhl prodloužení svého funkčního období, vypukly proti němu násilné protesty. Byl svržen vojenským převratem 10. května 1950, který vedl generál Franck Lavaud. Odešel do exilu, žil na Jamajce a ve Francii, zemřel v NewYork-Presbyterian Hospital na chorobu srdce a ledvin. 
Jeho manželkou byla diplomatka a feministka Lucienne Heurtelou.